# カール・ラング
カール・ラング（Carl Lang、1957年9月20日 - ）は、フランスの政治家。元国民戦線所属。現在はフランスの党に所属。1994年から2009年まで欧州議会議員を務めた。
1999年国民戦線第7代幹事長（書記長）に就任する。2005年、ジャン＝マリー・ル・ペン党首と対立し、幹事長を解任された。
1994年欧州議会議員に当選する。欧州議会議員としては環境・社会問題委員会に所属。

## 政治活動
1978年、フランソワ・デュプラの暗殺に「衝撃を受けた」彼は「反共産主義と愛国心」から国民戦線に入党する。1983年のパリ市選挙の際、ジャン＝マリー・ル・ペンの選挙活動のマネージャーを務める。2002年フランス大統領選挙の際も、ジャン＝マリー・ル・ペンの選挙活動のマネージャーを務める。
2008年に国民戦線を離党し、翌年フランスの党を創立し、党首になる。
2019年、フランスの党の首領を辞任した。